# Rue de Chambéry (Paris)
Pour les articles homonymes, voir Rue de Chambéry.
La rue de Chambéry est une voie du 15e arrondissement de Paris, en France.

## Situation et accès

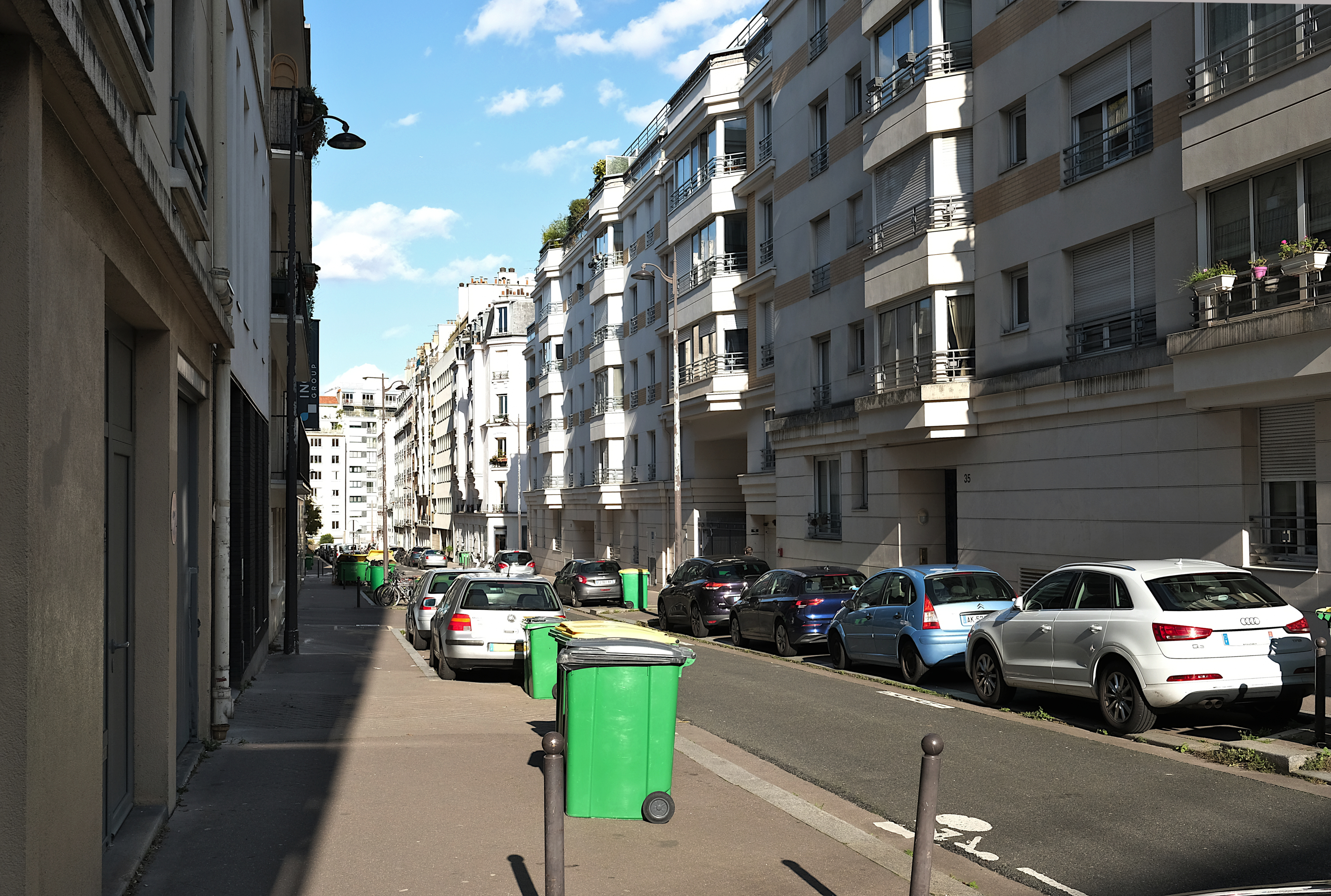
La rue vue depuis la rue Castagnary.

La rue de Chambéry est une voie publique située dans le 15e arrondissement de Paris. Elle débute au 60, rue des Morillons et se termine au 140, rue Castagnary.

## Origine du nom
Elle porte le nom de Chambéry, préfecture de la Savoie, qui a été annexée en 1860.

## Historique
Cette rue fut ouverte par le lotisseur Alexandre Chauvelot en 1850 lorsqu'il constitua son village de l'Avenir. La rue fut classée en 1890, entre les rues des Morillons et Fizeau. La partie entre la rue Fizeau et la rue Castagnary a été exécutée en 1908.